# Fréchou
Fréchou – miejscowość i gmina we Francji, w regionie Nowa Akwitania, w departamencie Lot i Garonna.
Według danych na rok 1990 gminę zamieszkiwały 264 osoby, a gęstość zaludnienia wynosiła 22 osób/km² (wśród 2290 gmin Akwitanii Fréchou plasuje się na 915. miejscu pod względem liczby ludności, natomiast pod względem powierzchni na miejscu 931.).